# Biserica de lemn din Vălari-Buzdular

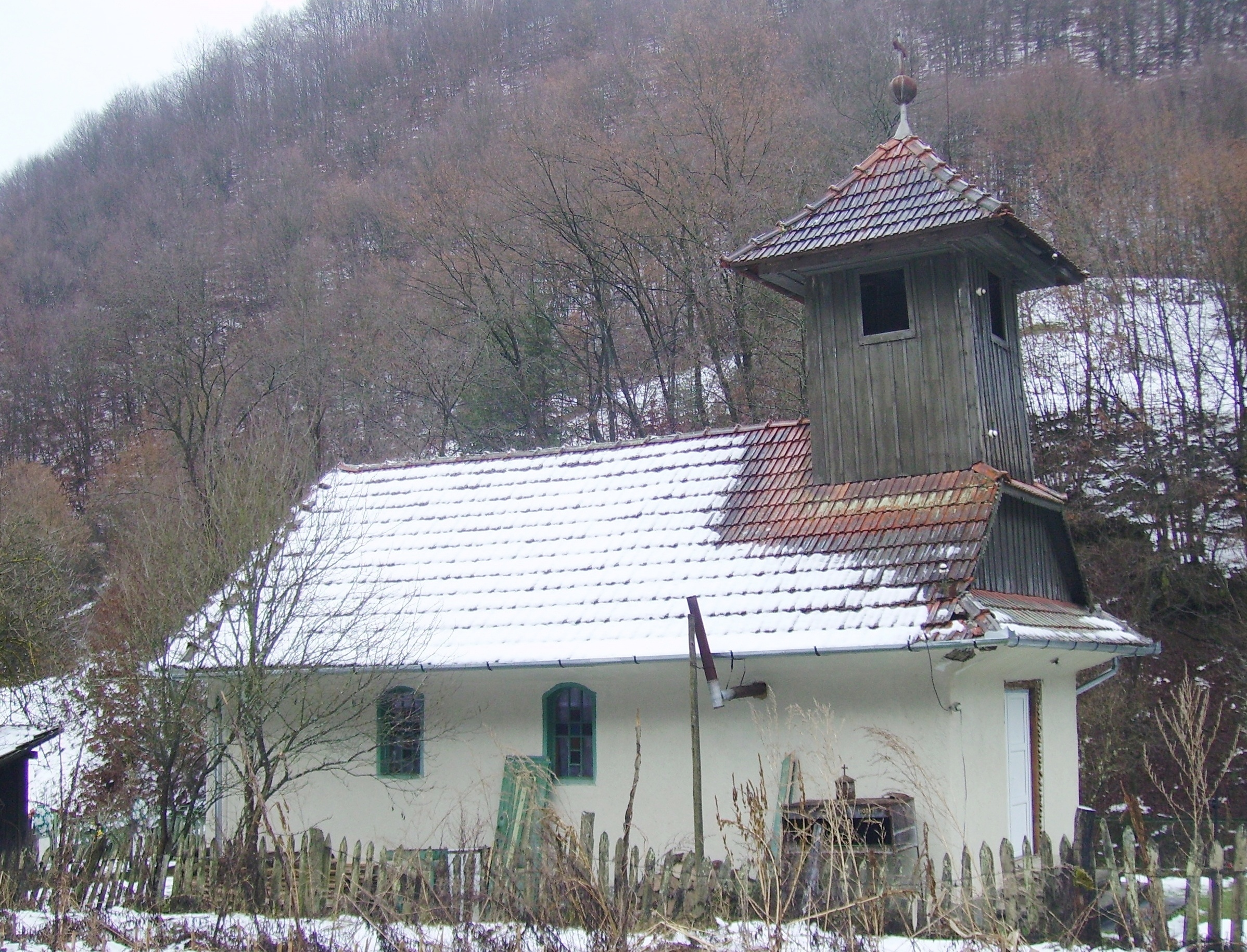
Biserica de lemn „Sfântul Mare Mucenic Dimitrie” din Vălari-Buzdular, comuna Toplița, județul Hunedoara, foto: noiembrie 2008.

Biserica de lemn din Vălari-Buzdular, comuna Toplița, județul Hunedoara a fost ridicată în 1938. Are hramul „Sfântul Mare Mucenic Dimitrie”.

## Istoric și trăsături
În partea sudică a munților Poiana Ruscăi, satul Vălari din comuna Toplița adăpostește două edificii din lemn de vechimi diferite, unul se găsește în Vălariul propriu-zis, iar celălalt în cătunul Buzdular (popular, Bujdulari). Biserica „Sfântul Mare Mucenic Dimitrie” din cătunul Buzdular a fost ridicată în anul 1938, în timpul păstoririi preotului Adrian Botici, pe cheltuiala omului politic hunedorean, deputatul liberal Constantin Bursan; lucrările de construcție au respectat planurile întocmite de inginerul hunedorean Rudolf Wagner în 1936.
Pereții edificiului înscriu planul dreptunghiular, cu absida nedecroșată, poligonală cu trei laturi. Deasupra pronaosului se înalță o clopotniță scundă de lemn, cu un coif piramidal amplu. Lăcașul, acoperit în întregime cu țiglă, beneficiază de o singură intrare, amplasată pe latura apuseană. Ultima renovare s-a desfășurat în anii 2008-2010; interiorul este în curs de pictare. De la înaintașa sa din Vălariul propriu-zis a preluat clopotul mic „lucrat în timpul stăpânirii împărătesei Maria Thereza 1771” și câteva icoane valoroase.